# أمين ماهر
أمين ماهر (بالفارسية: امین ماهر) هو صانع أفلام وفنان ومخرج وممثل إيراني، ولد في 5 مارس 1992 بطهران في إيران.

## أفلام
- عشرة 2002

## وصلات خارجية
- أمين ماهر على موقع أرشيف الشارخ.
- أمينة ماهر على موقع IMDb (الإنجليزية)
- أمينة ماهر على موقع ألو سيني (الفرنسية)
- أمينة ماهر على موقع أول موفي (الإنجليزية)
- أمينة ماهر على موقع قاعدة بيانات الأفلام السويدية (السويدية)
- أمينة ماهر على موقع قاعدة بيانات الفيلم (الإنجليزية)
- أمينة ماهر على موقع كينوبويسك (الروسية)